# Suiza en los Juegos Olímpicos de Squaw Valley 1960
Suiza estuvo representada en los Juegos Olímpicos de Squaw Valley 1960 por un total de 21 deportistas que compitieron en 4 deportes.  
El portador de la bandera en la ceremonia de apertura fue el saltador en esquí Andreas Däscher.

## Medallistas
El equipo olímpico suizo obtuvo las siguientes medallas:
| Nombre       | Deporte      | Competición       |
| ------------ | ------------ | ----------------- |
| Oro          |              |                   |
| Roger Staub  | Esquí alpino | Eslalon gigante M |
| Yvonne Rüegg | Esquí alpino | Eslalon gigante F |
| Plata        |              |                   |
| —            |              |                   |
| Bronce       |              |                   |
| —            |              |                   |